# Abercrombie Kids
Abercrombie (de forma de mercadeo), o abercrombie kids (oficialmente), es una marca de estilo de vida estadounidense de Abercrombie & Fitch Co. Esta marca es la versión para niños de la famosa Abercrombie & Fitch, con un tema de "classic cool" y que buscan atraer clientelas de niños de la primaria de entre los 7 a los 14 años. Abercrombie kids ofrece prendas de vestir iguales al estilo A&F "Casual Lujoso" pero en pequeñas tallas y precios más baratos. La mercancía es vendida en las tiendas y en su sitio web.

## Historia
Abercrombie & Fitch introdujo abercrombie en 1997 con 9 tiendas. El propósito era de atraer a clientela más joven de la marca estadounidense Abercrombie. El nombre del concepto es igual a la Abercrombie & Fitch, pero con un color azul marino. La abreviación de "Abercrombie & Fitch" a "abercrombie" con letras minúsculas dio una imagen de niños que ha resultado hasta la fecha. El prototipo de la tienda era para atraer a una clienta parecida a la de A&F, pero más jóvenes. Las primeras modelos de abercrombie fueron Ronnie Smith, Cassie Ventura y Christina Akatsuka.

## Operaciones actuales

### Tiendas y expansiones
las tiendas abercrombie kids están designadas para dar un efecto "clásico cool". Las tiendas están designadas como "tiendas canoa," que muestran un estilo similar al de Abercrombie & Fitch's (el espacio comercial es dividido en múltiples salones). Sin embargo, el prototipo de niños no tiene diferencias. No tiene persianas para cubrir las ventanas, tiene una brillante iluminación, es más pequeña en espacio comercial, toca música dance electrónica y música pop de artistas jóvenes, y fotos dentro de la tienda de modelos jóvenes parecidos a los de A&F. La fragancia oficial es, "Cologne 15", y está esprayada en toda la tienda.
En febrero de 2011, abercrombie operaba un total de 181 tiendas en los Estados Unidos. abercrombie kids abrió su primera tienda canadiense el 21 de agosto de 2008 en Sherway Gardens en Toronto, Ontario. También abrirá otra tienda en otoño en el Toronto Eaton Centre de Toronto, Ontario. En febrero de 2011, había una tienda en todos los estados excepto en Alaska, Delaware, Hawái, Maine, Misisipi (cerrada), Montana, Nuevo México, Dakota del Norte, Dakota del Sur, Vermont, Virginia Occidental y Wyoming.

## Mercancía de abercrombie kids
Las prendas de vestir de abercrombie kids' están diseñadas para minimizar las prendas de vestir de Abercrombie & Fitch, y la marca vende las mismas marcas que A&F tiene. La marca comercial de, "classic cool" o "clásico cool", es usada para promover la ropa en las tiendas y en el sitio web de una forma más juvenil que el eslogan de A&F de "Casual Luxury" o "Lujoso Casual". Los pantalones "vaqueros" usan el mismo patrón de bolsillos que tienen los de A&F al igual que el mismo estilo. El logo aparece con las letras de " abercrombie" en toda la ropa al igual que el año establecido de "1892" (Abercrombie & Fitch fue establecida en 1892, pero en realidad, la línea para niños "abercrombie" fue establecida en 1997). La ropa está categorizada en las divisiones para "niños" y "niñas". Los precios son iguales a los de Hollister Co.
Las camisetas de humor han sido criticadas y controversiales. La mayoría de los eslogan han sido para ofender a las chicas (e.j., "No se me permite salir con alguien, al menos que seas sexy",). Los eslogan también muestran mensajes arrogantes o irrespetuosos ("'Yo te haré toda una estrella en el salón de la vergüenza'"). Los eslogan también son anti-educacionales como: "'Haría tu tarea, pero ni siquiera hago la mía'; 'La escuela es para dormir'). Los eslogan de las camisetas para chicas son vendidas con eslogan que típicamente presumen de sus looks ("Es mejor tener el cabello castaño", etc.). Tal vez uno de los eslogan más controvertidos fue el de una línea bajo una prenda de ropa interior diciendo "Parpadea Parpadea" y "Atractivo". Algunos padres hicieron protestas frente a las tiendas indignados por la sexualmente sugestiva ropa interior. El presidente ejecutivo y el presidente de Board Mike Jeffries dijo como un entrevistador que él no pensaba que la ropa interior era algo "malo", sino más bien "tierno."
La marca tiene las siguientes colecciones de fragancias: Colonia "Chase" y el perfume "Spirit", y "Cologne 15" y "Perfume 15". La marca lanzaría la colonia y el perfume "abercrombie" en el 2006; sin embargo, fue lanzada en la Navidad de 2007. Chase y Spirit fueron sacados en la Navidad de 2006 y siguieron Cologne 15 y Perfume 15 en la Navidad de 2007.

## Futuros planes

### Expansión
Abercrombie & Fitch Co. planea abrir 17 nuevas tiendas Abercrombie Kids para los Estados Unidos en 2008.
La marca de Abercrombie Kids empezará su internacionalización, seguida de que Abercrombie and Fitch y Hollister Co., lo hicieran en Canadá. La primera tienda abrió en Sherway Gardens con la apertura postpuesta por algunos días. El centro comercial Toronto Eaton Centre tendrá también una tienda abercrombie kids en otoño de 2008. abercrombie kids podría empezar su internacionalización afuera de América del Norte.

### Casa matriz
Abercrombie & Fitch ha empezado a abrir tiendas para sus marcas. La empresa abrirá su primera matriz Hollister Co. en SoHo en 2009. abercrombie kids seguirá con su primera tienda matriz abercrombie kids en la Quinta Avenida para el 2010. La matriz de la tienda de niños estará cerca de la matriz de Abercrombie & Fitch rodeadas de lujosas boutiques como Chanel, Fendi y Prada.